# چیکومه کواتل

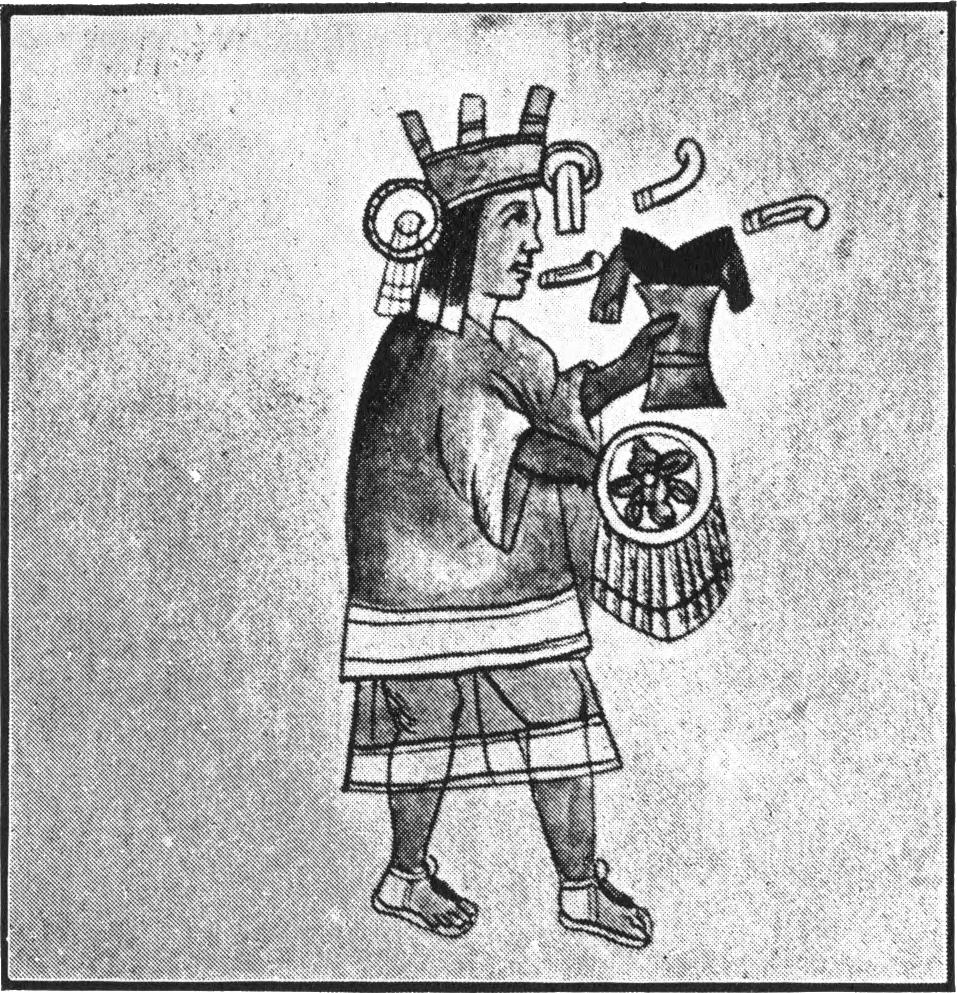
چیکومه کواتل در تصویری از ریگ ودای آمریکایی

در اساطیر آزتک، چیکومه کواتل یا همان هفت مار، که گاه معادل با شیلونن نیز در نظر گرفته شده‌است، ایزدبانوی آزتکی ذرت، در طول دوره فرهنگ میانه بود.

## معرفی
چیکومه کواتل گاهی نیز، با نام «ایزدبانوی تغذیه»، ایزدبانوی فراوانی و همچنین با عنوان جنبه‌های زنانهٔ ذرت نیز شناسانده می‌شد. در هر ماه سپتامبر، یک دختر جوان می‌بایست به عنوان قربانی، پیشکش چیکومه کواتل شود. مردی روحانی دختر را سر می‌برید، خون او را جمع‌آوری می‌نمود، و آن را بر روی یک مجسمه سفالین رنگی از این ایزدبانو می‌ریخت. سپس جسد دخترک پوست کنده می‌شد و یک مرد روحانی پوست او را می‌پوشید.

## شرح
چیکومه کواتل به عنوان همتای زن سین تئوتل که ایزد مذکر ذرت در اساطیر آزتکی است، در نظر گرفته می‌شود، و نماد و سمبل هر دوی آنها، یک بلال ذرت می‌باشد. او گاهی با نام شیلونن نیز خوانده می‌شود. شیلونن، به معنای «فرد پرمو» می‌باشد، که به موهای زیاد در ذرت پوست کنده نشده، اشاره دارد. وی همچنین با، تسکاتلیپوکا ازدواج کرده بود.
او اغلب با صفات و ویژگی‌های چالچیوتلیکوئه آشکار می‌شد، از جمله آرایش مویی همانند آرایش موی او داشت یا همانند او، خطوطی کوتاه که به پایین گونه‌های او مالیده شده بود، در وی نیز به چشم می‌خورد. چیکومه کواتل در تصاویر، معمولاً در حال حمل بلال‌های ذرت نشان داده شده‌است. وی همچنین در سه شکل مختلف ذیل نیز، نشان داده شده‌است:
- به صورت یک دختر جوان، که در حال حمل گل‌ها است.
- به صورت یک زن که مرگ را با آغوش خویش، به ارمغان می‌آورد.
- به صورت یک مادر که از خورشید به عنوان سپر استفاده می‌کند.[۱]

## نکات
در اساطیر آزتکی، شیلونن را ایزدبانوی بلال کال، دانه‌های شیردار ذرت و خوشهٔ لطیف و شکنندهٔ آن می‌دانند. در تصاویر، خوشه‌های ذرت گاهی زینت بخش پوشش سر او هستند و گاهی در دست‌های او قرار دارند. گاهی نیز پشت تندیس او چنان مزین شده که گویی زن و ذرت با هم درآمیخته‌اند.